# S/2000 (90) 1
S/2000 (90) 1 é o objeto secundário do asteroide denominado de 90 Antíope. Ele é um corpo celeste que tem cerca de 84 km de diâmetro. Tecnicamente o mesmo não pode ser considerado um satélite natural do asteroide 90 Antíope, pois os dois tem praticamente o mesmo tamanho, um com 88 km de diâmetro e o outro com 84 km.

## Descoberta
Esse objeto foi descoberto no dia 10 de agosto de 2000, pelos astrônomos W. J. Merline, L. M. Close, J. C. Shelton, C. Dumas, F. Menard, C. R. Chapman, e D. C. Slater usando observações feitas com óptica adaptativa através do Telescópio W. M. Keck II, em Mauna Kea, Havaí, EUA. Sua descoberta foi anunciada em 3 de outubro de 2000.

## Características físicas e orbitais
Este objeto tem um diâmetro com cerca de 83,8 ± 1,0 km, e orbita Antíope a uma distância de 171 ± 1 km em 0,6877 ± 0,000004 dias, o mesmo possui uma excentricidade orbital de 0,003 ± 0,003 e tem uma inclinação de 63,7° ± 2,0°.